# Montpelier (Luisiana)
Montpelier es una villa ubicada en la parroquia de St. Helena en el estado estadounidense de Luisiana. En el Censo de 2010 tenía una población de 266 habitantes y una densidad poblacional de 54,72 personas por km².

## Geografía
Montpelier se encuentra ubicada en las coordenadas 30°41′7″N 90°39′24″O / 30.68528, -90.65667. Según la Oficina del Censo de los Estados Unidos, Montpelier tiene una superficie total de 4.86 km², de la cual 4.84 km² corresponden a tierra firme y (0.53%) 0.03 km² es agua.

## Demografía
Según el censo de 2010, había 266 personas residiendo en Montpelier. La densidad de población era de 54,72 hab./km². De los 266 habitantes, Montpelier estaba compuesto por el 45.11% blancos, el 53.01% eran afroamericanos, el 0% eran amerindios, el 0.38% eran asiáticos, el 0% eran isleños del Pacífico, el 1.5% eran de otras razas y el 0% pertenecían a dos o más razas. Del total de la población el 1.13% eran hispanos o latinos de cualquier raza.